# I. Kristóf dán király
I. Kristóf Valdemarsson (dánul: Christoffer), (1219 – 1259. május 29.), Dánia királya 1252–1259 között.
II. Valdemár dán király harmadik fia, anyja Portugáliai Berengária (†1221). Bátyjának Ábelnek halála után, 1252-ben jutott a trónra. Édesapjához hasonlóan hatalmában tartotta a nemességet és az egyházat. A főpapsággal való összetűzése által interdiktumot vont országára. Ennek következményei országos felkelések voltak. A Jakob Erlandssen érsekkel vívott hatalmi harc okozta halálát, valószínűleg megmérgezték.

## Gyermekei
Feleségétől, Margittól (*1230, †1282, Rostock; ∞ 1248, Glambekban) 6 gyermeke született:
- V. Erik dán király (*1249, †1286. november 22., ur.: 1259–1286)
- Valdemár (†1259)
- Niels († fiatalon)
- Mechtild (†1299/1300) ∞ (1269) III. Brandenburgi Albert (*1250 k.; †1300. december 4.)
- Margit (†1306) ∞ (1273) II. Holsteini János (*1253; †1321)
- Ingeborg